# Oroszlánköröm díj
Az Oroszlánköröm díj 1996-ban jött létre, alapítója a Portocom Kft. Alapításának célja az volt, hogy felhívja a figyelmet
a kiugró tehetségű fiatalokra, és támogassa őket. A jutalom egy laptop, amelynek egy fiatal a tanulás, a kultúra minden területén hasznát veheti, noha ezt még nem mindenki engedheti meg magának.
Az alapító kft. sorsa egyelőre bizonytalan, így a díj is megszűnhet.

## Díjazottak
- (1996) Török Gábor (1971–)
- (1997) Turi Tímea (versek)
- (1998) Rákóczi Karolin (jó tanulásért)
- (1999) Juhász Veronika (ének)
- (2000) Szász Marci
- (2001) Geresdi Attila (fizikából elért eredményeiért)
- (2002) Balázs István Balázs (filmezésért)
- (2003)–2006) nincs adat
- (2007) Vágvölgyi Balázs tűzoltóhadnagy (Somogy megye)

## Külső hivatkozások
- A Piac és Profit c. lapból[halott link]